# 薛葆鼎
薛葆鼎（1916年—1998年），男，江苏无锡人，中国经济学家，曾任中国社会科学院工业经济研究所副所长，中国系统工程学会副理事长。